# Yelyzaveta Lytvynenko
Yelyzaveta Lytvynenko –en ucraniano, Єлизавета Литвиненко– (11 de febrero de 2004) es una deportista ucraniana que compite en judo. Ganó una medalla de bronce en el Campeonato Mundial de Judo de 2022, en la categoría de –78 kg.

## Palmarés internacional
| Campeonato Mundial | Campeonato Mundial   | Campeonato Mundial | Campeonato Mundial |
| Año                | Lugar                | Medalla            | Categoría          |
| ------------------ | -------------------- | ------------------ | ------------------ |
| 2022               | Taskent (Uzbekistán) | Medalla de bronce  | –78 kg             |